# هانیه ثمری
هانیه ثمری ورزشکار زن اهل ایران در رشته دو نیمه‌استقامت است.

## حرفه ورزشی
در سال ۲۰۱۸، هانیه ثمری در دو ۸۰۰ متر قهرمان ایران شد و در نتیجه مجاز شد در مسابقات قهرمانی آسیا در آن سال شرکت کند، که در آن به مقام پنجم رسید. او همچنین در مسابقه ۱۵۰۰ متر شرکت کرد، اما نتوانست موفقیتی بدست آورد و خیلی زود حذف شد.
وی توانست در سال ۱۴۰۰ در لیگ باشگاه‌ها همراه تیم دانشگاه آزاد رکورد ۴۰۰×۴ متر امدادی ایران را بشکند

## بهترین نتایج شخصی
- ۸۰۰ متر: ۲:۱۲٬۷۴ دقیقه، ۲۰. ژوئیه ۲۰۱۸ در مشهد
  - ۸۰۰ متر: (داخل سالن): ۲:۱۵٬۴۱ دقیقه، ۴. ژانویه ۲۰۱۸ در تهران[۲]
- ۱۵۰۰ متر: ۴:۴۵٬۸۱ دقیقه، ۵. سپتامبر ۲۰۱۷ در تهران
  - ۱۵۰۰ متر:(داخل سالن): ۴:۴۸٬۳۹ دقیقه، ۵. ژوئیه ۲۰۱۸ در تهران